# São Vicente (Madeira)
São Vicente je okres na severním pobřeží portugalského ostrova Madeira. Okres zahrnuje farnosti Boaventura, Ponta Delgada a São Vicente. Rozloha okresu je 78,82 km2 a v roce 2011 v zde žilo 5 723 obyvatel (v roce 1849 to bylo 11 454 obyvatel).

## Ekonomika
Obyvatelé se živí převážně zemědělstvím a rybářstvím. V obcích existuje i několik malých podniků.
Ve farnosti São Vicente končí jediná silnice vedoucí přes ostrov z jihu (z Ribeira Brava) přes průsmyk Encumeada na sever. Zde se napojuje na silnici vedoucí po severním pobřeží. V blízkosti křižovatky, kde je také ústí říčky přitékající údolím z jihu, je restaurace, kde pravidelně zastavují všechny turistické autobusy.
Turistickou zajímavostí jsou zde vulkanické jeskyně: kanály vzniklé v lávě při růstu ostrova.

## Galerie

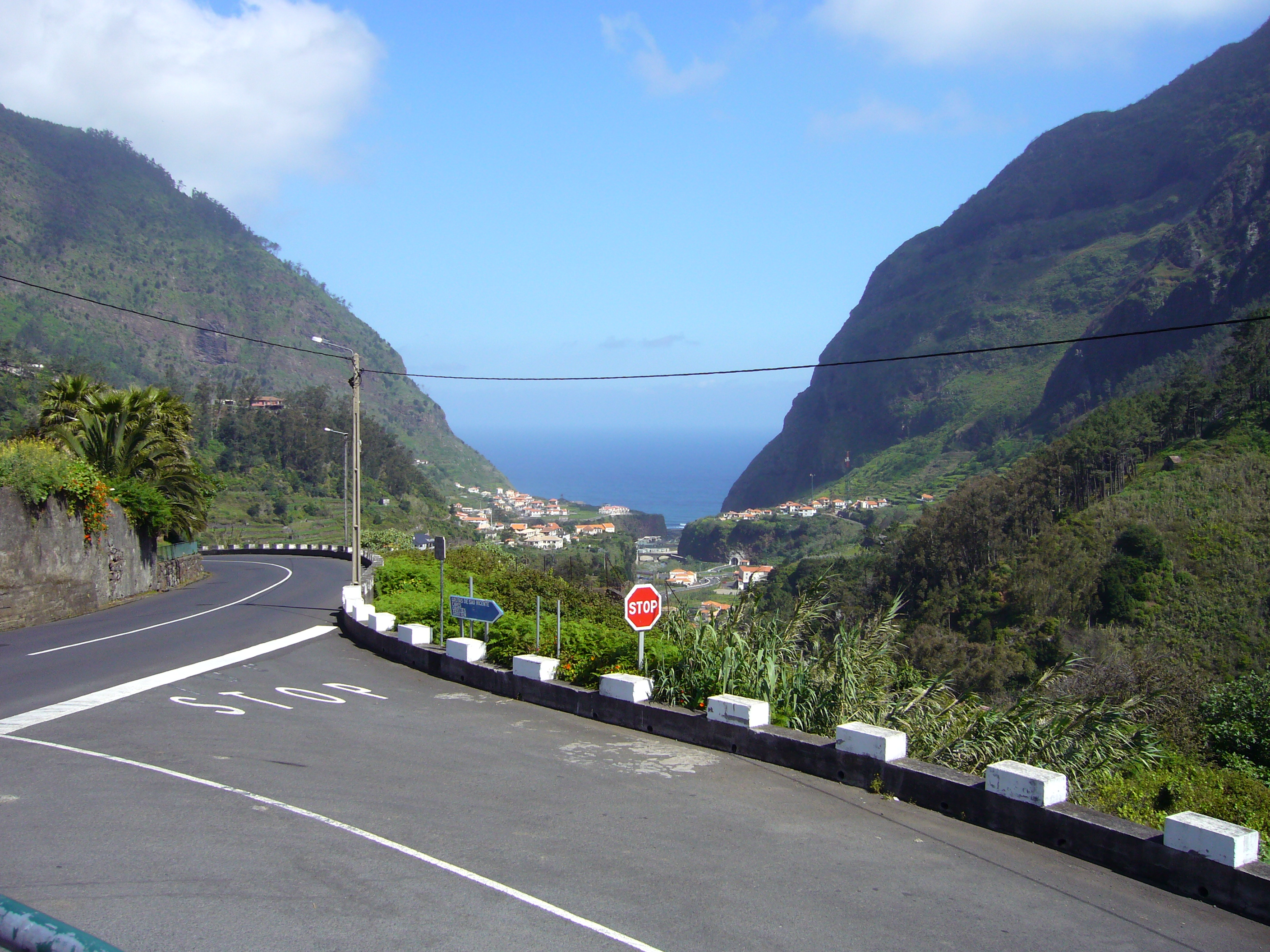
Při cestě z Ribeira Brava lze dole vidět část farnosti São Vicente
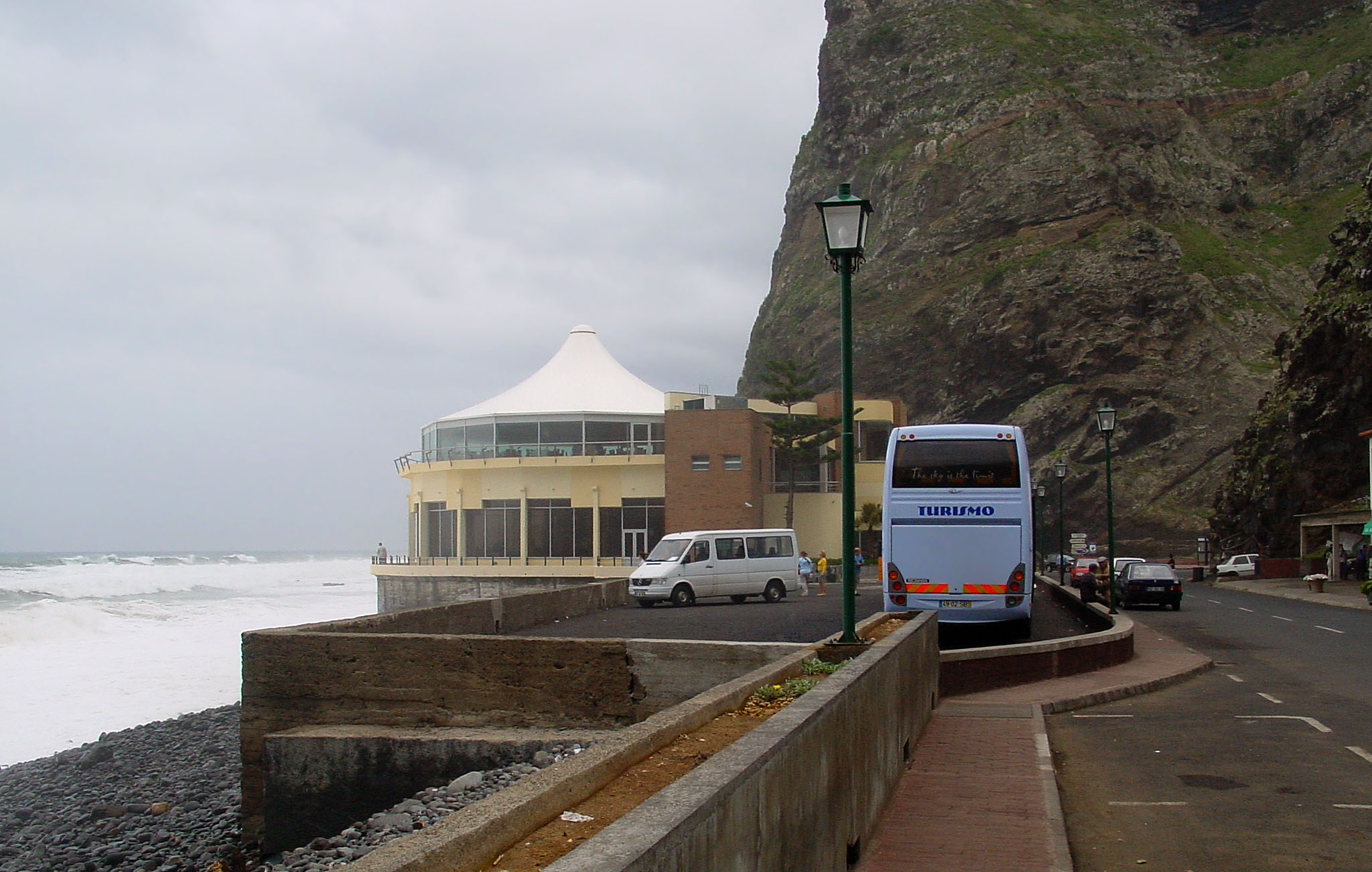
Restaurace na křižovatce silnice vedoucí po severním pobřeží se silnicí z Ribeira Brava